# Hollfeld
Hollfeld è un comune tedesco di 5 224 abitanti, situato nel land della Baviera.

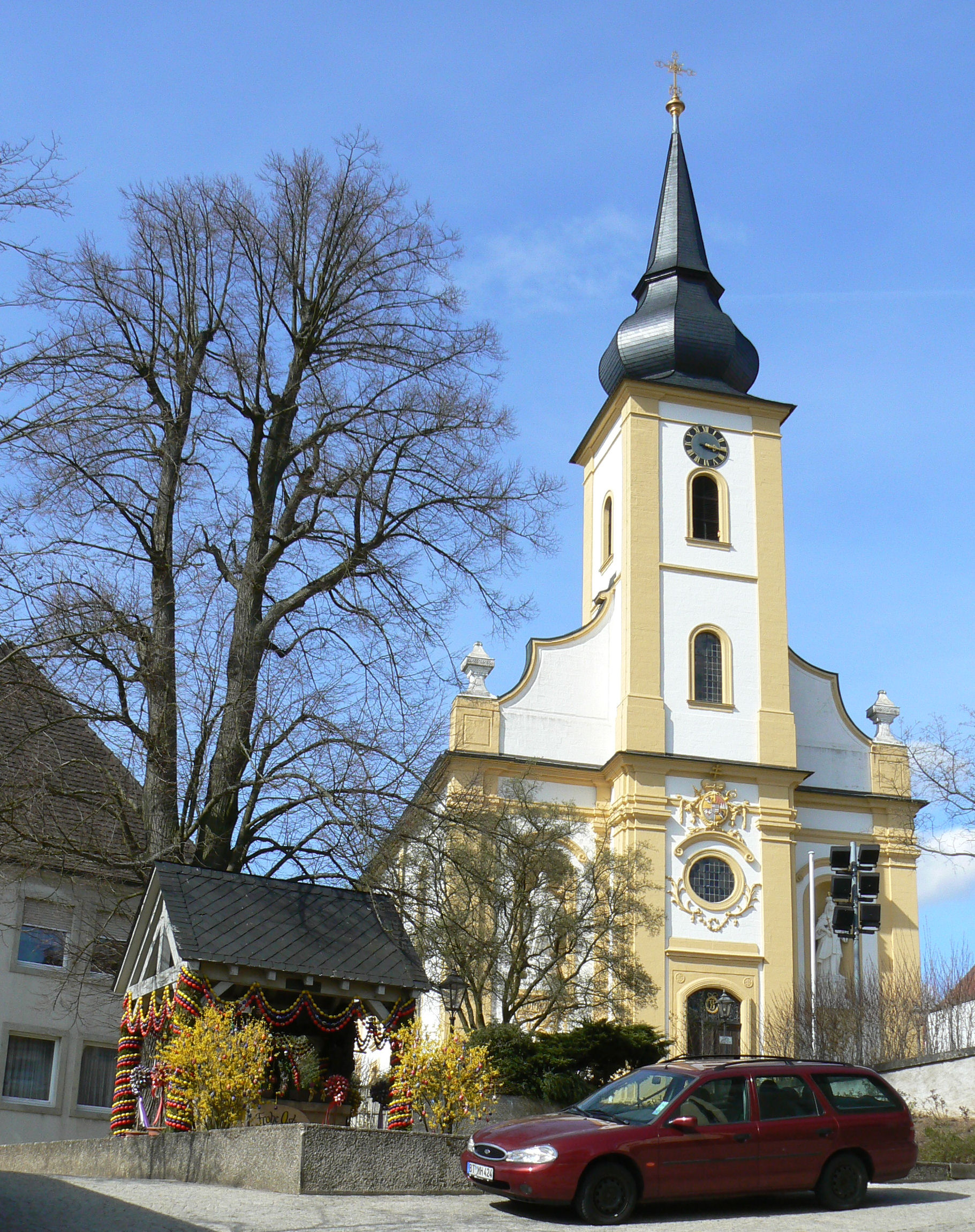
Mariä Himmelfahrt
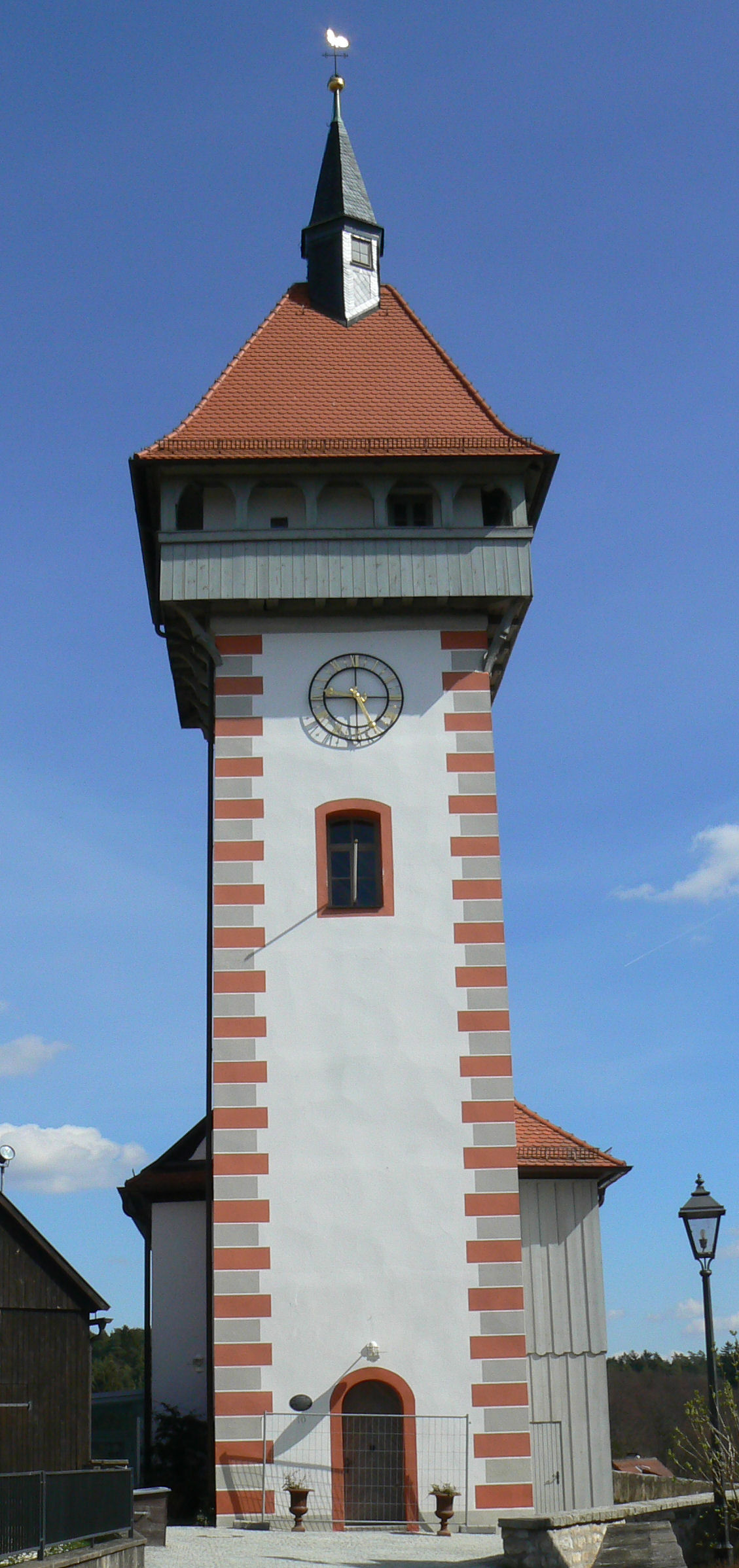
Gangolfsturm
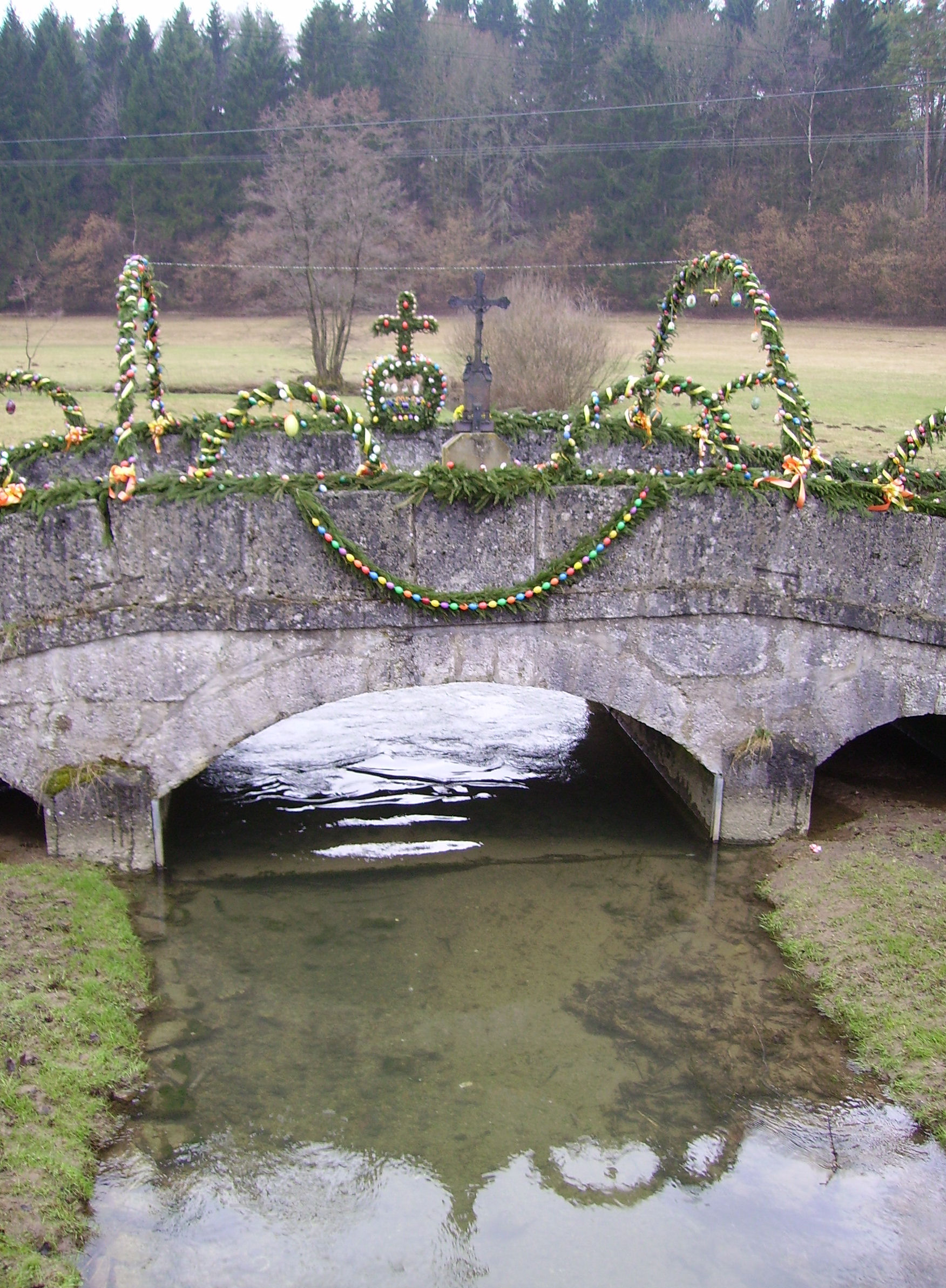
Drosendorf

|             |             |             |            |             |             |           |
| Drosendorf  | Fernreuth   | Freienfels  | Gottelhof  | Hainbach    | Höfen       | Hollfeld  |
|             |             |             |            |             |             |           |
| Kainach     | Krögelstein | Loch        | Moggendorf | Neidenstein | Pilgerndorf | Schönfeld |
|             |             |             |            |             |             |           |
| Stechendorf | Tiefenlesau | Treppendorf | Weiher     | Welkendorf  | Wiesentfels | Wohnsdorf |